# Oberndorf bei Salzburg
Oberndorf bei Salzburg er en by i den østrigske delstat Salzburg. 

## Historie
Byen blev delt i to i kølvandet på Napoleonskrigene, da det tidligere Ærkebispedømmet Salzburg blev opdelt i 1816 efter Wienerkongressen. En del til Kongeriget Bayern og en anden del til Kejserriget Østrig.
Oberndorf er verdensberømt som fødestedet for julesangen Stille nat (tysk: Stille Nacht), som blev spillet første gang i den tidligere St. Nicholas sognekirke af skolemesteren Franz Xaver Gruber og den unge præst Joseph Mohr juleaften 1818. I 1890'erne medførte flere oversvømmelser fra floden Salzach store ødelæggelser i Oberndorf, blandt andet på St. Nicholas sognekirke, som til sidst blev revet ned. I 1937 blev der opført et mindekapel på samme sted.